# Sven Ulff
Sven Gustaf Carlsson Ulff, född den 27 juni 1888 i Stockholm, död den 30 januari 1966 i Djursholm, var en svensk sjömilitär. Han var son till Carl Edvard Ulff.
Ulff blev underlöjtnant vid flottan 1908, löjtnant där 1910, kapten 1918 och kommendörkapten av andra graden 1931. Han började tjänstgöra i marinförvaltningen 1929 och blev chef för nautiska avdelningen där 1938. Ulff befordrades till kommendör i marinen 1938 och blev navigationsskoleinspektör 1940. Han invaldes som ledamot av Örlogsmannasällskapet 1924. Ulff blev riddare av Svärdsorden 1929, av Vasaorden 1935 och av Nordstjärneorden 1943. Han vilar på Galärvarvskyrkogården i Stockholm.